# 徐木珍
徐木珍（1944年4月5日—2020年12月29日），是來自臺灣新竹市的客家裔客家山歌歌手，為中華民國無形文化資產傳統藝術類表演藝術保存者。

## 生平
徐木珍為1944年4月5日生，出生地為新竹市南門客雅溪畔。他周歲時染患麻疹，但正逢二次大戰末期，在醫療缺乏下，致雙目失明、右耳失聰。約七歲時他搬到竹東。之後，徐木珍因母親徐對妹改嫁芎林人張金生，便隨母親搬到芎林。
因徐木珍繼父平日喜歡與人稱「阿魁哥」的朋友一起拉胡琴唱歌，徐木珍也受到影響而感興趣。八歲時，徐木珍開始跟隨竹東藝人黃榮泉學二弦琴。至徐木珍十三歲時，就以音樂表演專才跟表哥林阿彩去各地賣雜貨。徐木珍藉由賣藝過程學習了許多客家山歌後，認為傳統的客家山歌有點死板，所以會在表演時加入一些裝飾音。徐木珍在賣藝生涯時，一次遇到客家山歌手羅蘭英表演，就在人群中即興編詞搭唱起來，兩人一來一往，被地方引為趣談。
徐木珍十六歲時聽從母親建議，去關西跟藍鼎奎學算命，出師後便在芎林擺攤算命與唱山歌。二十歲時，他參加第一屆竹東八鄉鎮山歌比賽就獲平板組第三名，隔年榮獲平板組第一名。隨著他歌藝琴藝愈來愈出名，電臺節目主持人黄添成（黃安父親）也邀他上節目。
1986年，徐木珍認識小他兩歲的陳灴英後，進而結婚，隔年搬到褒忠亭義民廟擺算命攤。政治人物來褒忠亭義民廟也會邀徐木珍上演唱、說些場面話。徐木珍也與羅蘭英搭配合唱，由桃園一家公司製作錄影帶發行。五十二歲，徐木珍受唱片公司邀請錄音作唱片，但不滿報酬過低，因此長期不願再出唱片，知名度就下降。
1998年5月30日，在新埔鎮下寮里長魏鏡坤和社區總幹事曾淵潭邀請下，徐木珍與羅蘭英在褒忠義民廟開課主持山歌研習，吸引新埔、關西近百民眾和縣長林光華到場。8月15日，第六屆民族藝術薪傳獎名單公佈，民族音樂獎為徐木珍。次年10月9日，新竹縣盲人福利協進會在竹北市千里福餐廳表揚徐木珍為傑出會員。
2002年，客委會將徐木珍山歌作成紀錄片《客家．技藝、老師傅》。在陳永淘、古秀如、蔡旭峰協助下，徐木珍將山歌仔、老山歌、西皮平板、九腔十八調多種歌謠協助重新錄音製作。2003年《東山再起》專輯出版，隔年發表演奏輯《弦詩》。
徐木珍曾感嘆想把客家山歌技藝傳給下一代，但大部分年輕人不感興趣。徐木珍鄰居張意喬在小學時曾向徐木珍學客家音樂，她就感歎缺少客家音樂比賽讓她發揮，更不能作為升學檢定的成績。2003年9月6日到7日時，徐木珍在妻子陪同下去捷運淡水站以街頭藝人身分表演，對無人駐足欣賞而難過。
2007年4月25日，客委會公布首屆客家貢獻獎，徐木珍、徐登志、古國順等獲傑出貢獻獎。
2019年，文史工作者古少騏在新竹縣政府文化局支持下，為健康已明顯走下坡的徐木珍錄製紀錄片，除著墨客家山歌，也紀錄他和妻子陳灴英的感情。2020年12月29日下午3點31分，七十七歲的徐木珍辭世。

## 身後
2021年1月9日，湖口鄉長生天生命紀念園區葬禮上，客委會主委楊長鎮代表總統頒發褒揚令，由徐木珍遺孀陳灴英接受。
2023年10月8日，古少騏執導《客家說唱一甲子徐木珍》紀錄片於西門町首映。12月15日，新竹縣無形文化資產授證典禮在新竹縣政府文化局演奏廳舉行，追證徐木珍為中華民國無形文化資產傳統表演藝術保存者。